# Омікрон (літера)
Омікро́н ( όμικρον, велика Ο, мала ο) — п'ятнадцята літера грецької абетки, в системі грецьких чисел, має значення 70.

## Історія
Назва літери  буквально означає «o мале» (): таке позначення їй дане для відмінності від омеги («о великого»). Походить від фінікійської літери  (аїн).
Від омікрона походять латинська літера O і кирилична О.

## Вимова
У класичній давньогрецькій мові вимовлялася як [o], чим відрізнялася від омеги, вимова якої була [ɔː]. Вживалася також у складі диграфа ου, який у класичну добу читався як [oː].